# Thiago Mendes
Thiago Henrique Mendes Ribeiro (São Luís, 15 maart 1992) is een Braziliaans voetballer die doorgaans speelt als middenvelder. In juli 2025 verruilde hij Al-Rayyan voor Vasco da Gama.

## Clubcarrière
Mendes speelde in de jeugd van Goiás en brak ook door bij die club. In 2011 speelde hij voor het eerst mee bij die club. Na twee seizoenen promoveerde de middenvelder met Goiás uit de Série B naar de Série A. In januari 2015 maakte Mendes de overstap naar São Paulo. Gedurende tweeënhalve jaren was hij een vaste basisspeler op het middenveld van São Paulo. In de zomer van 2017 nam Lille de Braziliaan over voor circa negen miljoen euro. Hij zette zijn handtekening onder een verbintenis voor de duur van vijf seizoenen. Hij tekende in juli 2019 een contract tot medio 2023 bij Olympique Lyon, dat tweeëntwintig miljoen euro voor hem betaalde aan Lille. Dat kreeg daarbij tot vierenhalf miljoen euro extra aan eventuele bonussen in het vooruitzicht gesteld. In de zomer van 2022 werd zijn contract opengebroken en met twee seizoenen verlengd. Een jaar na deze contractverlenging verkaste Mendes voor circa vier miljoen euro naar Al-Rayyan. Na twee seizoenen in Qatar keerde hij terug naar Brazilië, waar hij voor Vasco da Gama ging spelen.

## Clubstatistieken
| Seizoen | Club           | Competitie   | Competitie | Competitie | Beker | Beker | Internationaal | Internationaal | Totaal | Totaal |
| Seizoen | Club           | Competitie   | Wed.       | Dlp.       | Wed.  | Dlp.  | Wed.           | Dlp.           | Wed.   | Dlp.   |
| ------- | -------------- | ------------ | ---------- | ---------- | ----- | ----- | -------------- | -------------- | ------ | ------ |
| 2011    | Goiás          | Série B      | 10         | 0          | 0     | 0     | —              | —              | 10     | 0      |
| 2012    | Goiás          | Série B      | 35         | 1          | 6     | 0     | —              | —              | 41     | 1      |
| 2013    | Goiás          | Série A      | 27         | 1          | 7     | 0     | —              | —              | 34     | 1      |
| 2014    | Goiás          | Série A      | 34         | 3          | 2     | 0     | 4              | 0              | 40     | 3      |
| 2015    | São Paulo      | Série A      | 35         | 1          | 5     | 1     | 3              | 0              | 43     | 2      |
| 2016    | São Paulo      | Série A      | 32         | 2          | 2     | 0     | 14             | 1              | 48     | 3      |
| 2017    | São Paulo      | Série A      | 5          | 0          | 5     | 0     | 1              | 1              | 11     | 1      |
| 2017/18 | Lille          | Ligue 1      | 31         | 3          | 4     | 1     | —              | —              | 35     | 4      |
| 2018/19 | Lille          | Ligue 1      | 35         | 0          | 2     | 0     | —              | —              | 37     | 0      |
| 2019/20 | Olympique Lyon | Ligue 1      | 22         | 0          | 7     | 0     | 8              | 0              | 37     | 0      |
| 2020/21 | Olympique Lyon | Ligue 1      | 32         | 0          | 3     | 0     | —              | —              | 35     | 0      |
| 2021/22 | Olympique Lyon | Ligue 1      | 29         | 1          | 0     | 0     | 8              | 0              | 37     | 1      |
| 2022/23 | Olympique Lyon | Ligue 1      | 31         | 1          | 3     | 0     | —              | —              | 34     | 1      |
| 2023/24 | Al-Rayyan      | Stars League | 16         | 1          | 2     | 0     | —              | —              | 18     | 1      |
| 2024/25 | Al-Rayyan      | Stars League | 4          | 0          | 3     | 0     | 4              | 0              | 11     | 0      |
| 2025    | Vasco da Gama  | Série A      | 0          | 0          | 0     | 0     | —              | —              | 0      | 0      |
| Totaal  | Totaal         | Totaal       | 378        | 13         | 51    | 2     | 42             | 2              | 471    | 17     |

Bijgewerkt op 9 juli 2025.

## Erelijst
| Série B | 1 | 2012 |